# Halowe Mistrzostwa Świata w Lekkoatletyce 2012 – trójskok kobiet
Trójskok kobiet – jedna z konkurencji rozgrywanych podczas 14. Halowych Mistrzostw Świata w Ataköy Atletizm Salonu w Stambule.
Eliminacje zaplanowano na piątek 9 marca, a finał na sobotę 10 marca. Złotego medalu wywalczonego w 2010 roku broniła reprezentantka Kazachstanu Olga Rypakowa.
Halową rekordzistką świata w trójskoku jest Rosjanka Tatiana Lebiediewa, która 6 marca 2004 w Budapeszcie uzyskała wynik 15,36 – rezultat ten jest także rekordem halowych mistrzostw świata. Najlepszą zawodniczką w sezonie halowym 2012 w tej konkurencji jest Olga Rypakowa, która podczas halowych mistrzostw Kazachstanu w Karagandzie uzyskała wynik 14,84.

## Terminarz
| Data     | Godzina | Runda      |
| -------- | ------- | ---------- |
| 9 marca  | 09:30   | Eliminacje |
| 10 marca | 17:05   | Finał      |

## Rezultaty

### Eliminacje
| Poz. | Grupa | Zawodniczka           | Reprezentacja     | #1    | #2    | #3    | Rezultat | Uwagi |
| ---- | ----- | --------------------- | ----------------- | ----- | ----- | ----- | -------- | ----- |
| 1    | A     | Yamilé Aldama         | Wielka Brytania   | 14.62 |       |       | 14.62    | Q, SB |
| 2    | A     | Olga Rypakowa         | Kazachstan        | 14.39 |       |       | 14.39    | Q     |
| 3    | B     | Anna Kryłowa          | Rosja             | 14.01 | 14.27 | x     | 14.27    | q     |
| 4    | B     | Li Yanmei             | Chiny             | 14.23 | x     | —     | 14.23    | q, SB |
| 5    | A     | Mabel Gay             | Kuba              | x     | 14.22 | x     | 14.22    | q     |
| 6    | A     | Dana Velďáková        | Słowacja          | x     | 14.21 | x     | 14.21    | q, SB |
| 7    | B     | Kimberly Williams     | Jamajka           | 14.09 | 14.15 | 13.88 | 14.15    | q     |
| 8    | B     | Yargelis Savigne      | Kuba              | 13.84 | 14.00 | 14.09 | 14.09    | q     |
| 9    | A     | Marija Šestak         | Słowenia          | x     | 14.05 | 14.04 | 14.05    |       |
| 10   | A     | Wiktorija Walukiewicz | Rosja             | 13.71 | 13.49 | 14.00 | 14.00    |       |
| 11   | A     | Níki Panéta           | Grecja            | 13.45 | 13.98 | 13.81 | 13.98    |       |
| 12   | B     | Mayookha Johny        | Indie             | 13.74 | 13.95 | x     | 13.95    | NR    |
| 13   | A     | Aleksandra Kotlyarova | Uzbekistan        | 13.67 | 13.66 | 13.95 | 13.95    |       |
| 14   | A     | Baya Rahouli          | Algieria          | 13.83 | x     | x     | 13.83    |       |
| 15   | A     | Cristina Bujin        | Rumunia           | 13.75 | x     | 13.80 | 13.80    |       |
| 16   | B     | Irina Ektowa          | Kazachstan        | 13.26 | 13.62 | 13.70 | 13.70    |       |
| 17   | B     | Kristin Gierisch      | Niemcy            | 13.67 | 13.67 | —     | 13.67    |       |
| 18   | B     | Ksienija Dziacuk      | Białoruś          | 13.49 | x     | 13.66 | 13.66    |       |
| 19   | B     | Adelina Gavrilă       | Rumunia           | x     | 13.63 | 13.65 | 13.65    |       |
| 20   | A     | Petia Daczewa         | Bułgaria          | 13.65 | 13.60 | x     | 13.65    | SB    |
| 21   | B     | Hanna Kniaziewa       | Ukraina           | 13.65 | 13.51 | 13.28 | 13.65    |       |
| 22   | B     | Gisele de Oliveira    | Brazylia          | x     | 13.60 | 13.49 | 13.60    |       |
| 23   | A     | Xie Limei             | Chiny             | 13.54 | x     | 11.99 | 13.54    |       |
| 24   | B     | Valeriya Kanatova     | Uzbekistan        | 13.51 | 13.48 | 13.48 | 13.51    |       |
| 25   | B     | Andriana Bynowa       | Bułgaria          | 13.50 | 13.50 | 12.86 | 13.50    |       |
| 26   | A     | Amanda Smock          | Stany Zjednoczone | x     | 12.99 | 13.25 | 13.25    |       |
| 27   | A     | Rusłana Cychoćka      | Ukraina           | 13.21 | x     | x     | 13.21    |       |
| 28   | B     | Sevim Sinmez          | Turcja            | x     | 13.13 | 12.64 | 13.13    |       |
|      | A     | Patricia Sarrapio     | Hiszpania         | x     | x     | x     | NM       |       |
|      | B     | Snežana Rodič         | Słowenia          | x     | x     | x     | NM       |       |

### Finał
| Pozycja | Zawodnik          | Reprezentacja   | #1    | #2    | #3    | #4    | #5    | #6    | Rezultat | Uwagi |
| ------- | ----------------- | --------------- | ----- | ----- | ----- | ----- | ----- | ----- | -------- | ----- |
|         | Yamilé Aldama     | Wielka Brytania | 14.10 | 14.82 | X     | -     | -     | -     | 14.82    | SB    |
|         | Olga Rypakowa     | Kazachstan      | X     | X     | X     | 14.45 | 14.63 | X     | 14.63    |       |
|         | Mabel Gay         | Kuba            | 14.08 | 14.05 | 14.19 | X     | 14.29 | 14.13 | 14.29    |       |
| 4.      | Yargelis Savigne  | Kuba            | 14.28 | 14.18 | 14.12 | 13.68 | 14.11 | 13.90 | 14.28    |       |
| 5.      | Kimberly Williams | Jamajka         | 14.05 | 13.41 | 14.22 | 13.72 | 13.76 | 14.27 | 14.27    |       |
| 6.      | Anna Kryłowa      | Rosja           | 13.92 | 14.21 | X     | 14.04 | X     | 14.06 | 14,06    |       |
| 7.      | Li Yanmei         | Chiny           | 13.82 | X     | X     | X     | 14.02 | X     | 14.02    |       |
| 8.      | Dana Velďáková    | Słowacja        | X     | X     | 13.97 | X     | X     | X     | 13,97    |       |